# Cristián Letelier
Cristián Omar Letelier Aguilar (18 de mayo de 1954) es un abogado y político chileno.
Fue militante de la Unión Demócrata Independiente (UDI) hasta 2013. En 2011 fue designado diputado por ese partido en reemplazo de Gonzalo Uriarte Herrera, ejerciendo dicho cargo hasta 2014. Entre 2015 y 2024 fue Ministro del Tribunal Constitucional de Chile.

## Biografía
Es licenciado en Ciencias Jurídicas en la Pontificia Universidad Católica de Chile. Tiene un diplomado en Reforma Procesal Penal, por la Universidad de los Andes (2003) y en Derecho Penal, por la PUC (2005-2008).
Entre 1983 y 1990, ejerció el cargo de secretario general y asesor jurídico de la Universidad Católica del Norte. A partir de esa fecha y hasta 1994, fue abogado del banco BCI, del Ministerio de Planificación y en empresas del sector minero. Entre 1994 y 1999, se desempeñó como abogado de la Sociedad Nacional de Minería (Sonami). Entre 1999 a mayo de 2004, fue secretario general de la Universidad Santo Tomás. Entre 2004 a 2005, formó parte del estudio Hermosilla, Chadwick & Morales, desempeñándose como abogado penalista.
Desde el 2006, se dedicó al ejercicio liberal de la profesión en materias de Derecho Penal. Su labor académica la ha ejercido como profesor de Derecho Civil en las universidades Pontificia Universidad Católica de Chile, Finis Terrae, de Las Américas y Santo Tomás, donde actualmente dicta la cátedra "Derecho de Familia". Es autor de varias publicaciones en la Revista Chilena de Derecho de la Pontificia Universidad Católica de Chile y revista Ius Publicum de la Universidad Santo Tomás.

## Carrera política y pública
Ingresó en política en su época universitaria. Entre 1986 y 1987 fue presidente de la Federación de Estudiantes de la Universidad Diego Portales. Al año siguiente y hasta 1991, presidió la Juventud de la Unión Demócrata Independiente (UDI). Paralelamente y hasta el año 2000, fue coordinador del Comité de Senadores UDI.
Se hizo militante de la UDI y fue miembro de su comisión política. En las elecciones parlamentarias de 2009 se presentó como candidato a senador por su partido por la Región de Atacama, no resultando elegido. También fue asesor legislativo de los senadores Evelyn Matthei y Víctor Pérez Varela. En forma paralela, entre 2010 y febrero de 2011, se desempeñó como director del Diario Oficial.
En marzo de 2011 fue llamado a reemplazar al diputado Gonzalo Uriarte, quien asumió como senador. Se integró a la Cámara de Diputados en el escaño correspondiente al Distrito N.º 31, que integra a las comunas de Alhué, Curacaví, El Monte, Isla de Maipo, María Pinto, Melipilla, Padre Hurtado, Peñaflor, San Pedro y Talagante. 
En agosto de 2013 renunció a su militancia en la UDI, dado que el partido había rechazado su postulación como diputado para las elecciones parlamentarias de noviembre de 2013, y le había dado el cupo a Juan Antonio Coloma Álamos. A pesar de ello, tampoco participó en la elección como independiente, cesando en el cargo el 11 de marzo de 2014.
En enero de 2015 fue elegido por el Senado como nuevo ministro del Tribunal Constitucional, cesando en su cargo en 2024.
En enero de 2024 fue designado miembro honorario de la Academia Mexicana de Derecho "Juan Velásquez".

## Controversias
En octubre de 2013, criticó a la película El tío, que mostraba una supuesta homosexualidad del exsenador Jaime Guzmán, diciendo que el filme buscaba «matar su figura y lo que es más, matar su gigante figura moral», y que lo presentaba «como un desviado desde el punto de vista de su intimidad». Sus dichos fueron calificados como «homofóbicos, desafortunados y ofensivos» por el Movimiento de Integración y Liberación Homosexual (Movilh), que presentó una queja formal en la Cámara de Diputados.

## Historial electoral

### Elecciones parlamentarias de 2009
- Elecciones parlamentarias de 2009 a senador por Atacama[4]